# 9.0: Live
9.0: Live er et livealbum fra det amerikanske heavy metalband Slipknot, som blev udgivet 1. november 2005. Albummet indeholder numre fra deres tre forrige albums inklusive andre numre som "Purity" og "Get This.

## Numre

### Disk et
1. "The Blister Exists"
2. "(sic)"
3. "Disasterpiece"
4. "Before I Forget"
5. "Left Behind"
6. "Liberate"
7. "Vermilion"
8. "Pulse of the Maggots"
9. "Purity"
10. "Eyeless"
11. "Trommesolo"
12. "Eeyore"

### Disk to
1. "Three Nil"
2. "The Nameless"
3. "Skin Ticket"
4. "Everything Ends"
5. "The Heretic Anthem"
6. "Iowa"
7. "Duality"
8. "Spit it Out"
9. "People = Shit"
10. "Get This"
11. "Wait and Bleed"
12. "Surfacing"